# ハイメ・ソベル・デ・アヤラ
ハイメ・ソベル・デ・アヤラ（Jaime Zóbel de Ayala、1934年 - ）は、フィリピン・マニラ出身の実業家。2006年までアヤラ・コーポレーション社長・会長を務めた。

## 経歴
1934年、ハイメ・ソベル・デ・アヤラはマニラに生まれた。フィリピンで初等教育・中等教育を受けた後、アメリカ合衆国のハーバード大学に進学した。1957年に建築学の学士号を取得して卒業し、その後はハーバード・ビジネス・スクールで経営学修士(MBA)を取得した。1963年にはフィリピンのバギオで、ハーバード・ビジネス・スクールが運営する6週間の極東上級管理プログラムに参加した。1958年にはアヤラ会社で秘書として働き始め、やがてアヤラ財閥の保険会社に移った。1970年から1975年にかけて、ソベル・デ・アヤラはイギリスとスカンディナヴィア諸国でフィリピン大使を務めた。1970年代中頃にはフィリピンカメラクラブに加入し、より本格的に写真に取り組むようになった。英国王立写真協会に認められたフィリピン初のアマチュア写真家であり、芸術と文化に対する貢献によってフランス政府とスペイン政府からも表彰されている。
1975年にはフィリピナス生命保険（現在のBPIフィラム生命保険）の社長に就任し、1984年にはいとこのエンリケ・ソベルの後を継いでアヤラ・コーポレーションの社長兼会長に就任した。エンリケ・ソベルはトップダウン的な経営方針だったが、ハイメ・ソベル・デ・アヤラは民主的な経営方針を持ち、社長兼会長の自身を支える経営陣のほとんどは専門経営者だった。当時はフェルディナンド・マルコス政権末期で緊迫した情勢が続いていたが、ソベル・デ・アヤラはアヤラ・コーポレーションを首尾よく経営し、不採算部門の圧縮、リストラ、長期債務の削減などに取り組んだ。1986年のフィリピン大統領選挙では、先代のエンリケ・ソベルが現職のマルコスを支持したのに対して、ハイメ・ソベル・デ・アヤラは対立候補のコラソン・アキノを支持した。アキノが選挙に勝利して大統領に就任すると、1980年代後半にフィリピン経済が持ち直したこともあって事業の拡大に転じ、日本の川崎製鉄や三菱商事との合弁でのラグナ・テクノパークの設立、本田技研工業や三菱商事との合弁でのホンダ・カーズ・フィリピンの設立、三菱商事や三菱電機との合弁でのラグナ・オートパーツの設立、三菱商事との合弁でのアヤラ・システムズ(ASTI)の設立などを行った。マニラ近郊のラグナ州に400ヘクタールの工業団地を造成し、ラス・ピナスに158ヘクタールの宅地を開発し、セブに44ヘクタールの商業地を開発した。
ハイメ・ソベル・デ・アヤラが継いだ1983年時点ではアヤラ・コーポレーションの株式のうち30%が公開されていたが、ハイメ・ソベル・デ・アヤラは株式公開比率を徐々に増やし、ファミリー企業からの脱却を図っている。1988年には不動産部門が新設されたアヤラ・ランドに移行され、アヤラ・コーポレーションは純粋な持ち株会社となった。1993年時点ではアヤラ・コーポレーションの株式のうち、59%をアヤラ家が所有するメルマック社が、20%を三菱グループが所有し、21%が従業員持ち株と一般公開株だった。1990年代前半にはアヤラ・ランドなどの不動産部門、フィリピン諸島銀行などの銀行・保険部門、ピュア・フーズなどの食品加工部門が三大収益源だった。2001年にはピュア・フーズをサン・ミゲルに売却して食品事業から撤退し、不動産、銀行、通信などの中核事業に力を集中させた。また、アヤラ・オートモーティブ・ホールディングスを設立して自動車産業にも参入した。

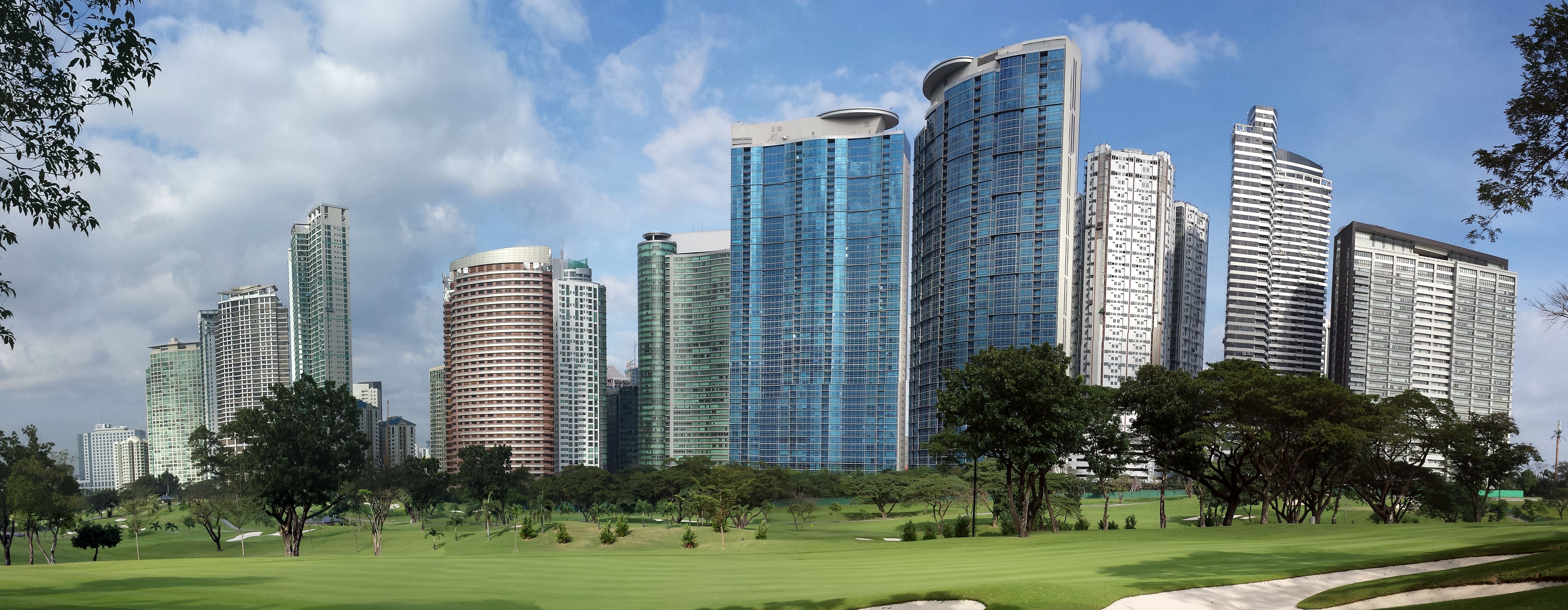
アヤラ・ランドが開発したボニファシオ・グローバルシティ

2006年4月には実業界から引退し、ハーバード・ビジネス・スクールを卒業した長男のハイメ・アウグスト・ソベル（1959-, ハイメ・ソベル2世またはハイメ・ジュニアとも）が後任の社長兼最高経営責任者(CEO)に就任、次男のフェルナンド・ソベル(1960-)が会長兼最高執行責任者(COO)に就任した。2007年にはフォーブス誌による「フィリピン長者番付」で、ヘンリー・シーと同率で1位に選出された。フォーブス誌によるとソベル・デ・アヤラの総資産は26億ドルだった。2008年の同番付では3位に後退したが、これはアヤラ・コーポレーションの株価が46%下落したことが理由である。

## 人物
ソベル・デ・アヤラ家はバスク系フィリピン人（スペイン系フィリピン人）である。父親はアルフォンソ・ソベル・デ・アヤラであり、母親はカルメン・プフィッツ・イ・エレーロである。祖父はエンリケ・ソベル・デ・アヤラである。姉妹としてマリア・ビクトリア・ソベル・デ・アヤラが、兄弟としてアルフォンソ・ジュニア・ソベル・デ・アヤラがいる。
妻のベアトリス・ミランダとの間には2男5女を儲けており、ハイメ・アウグスト・ソベル、フェルナンド・ソベル・デ・アヤラなどがいる。

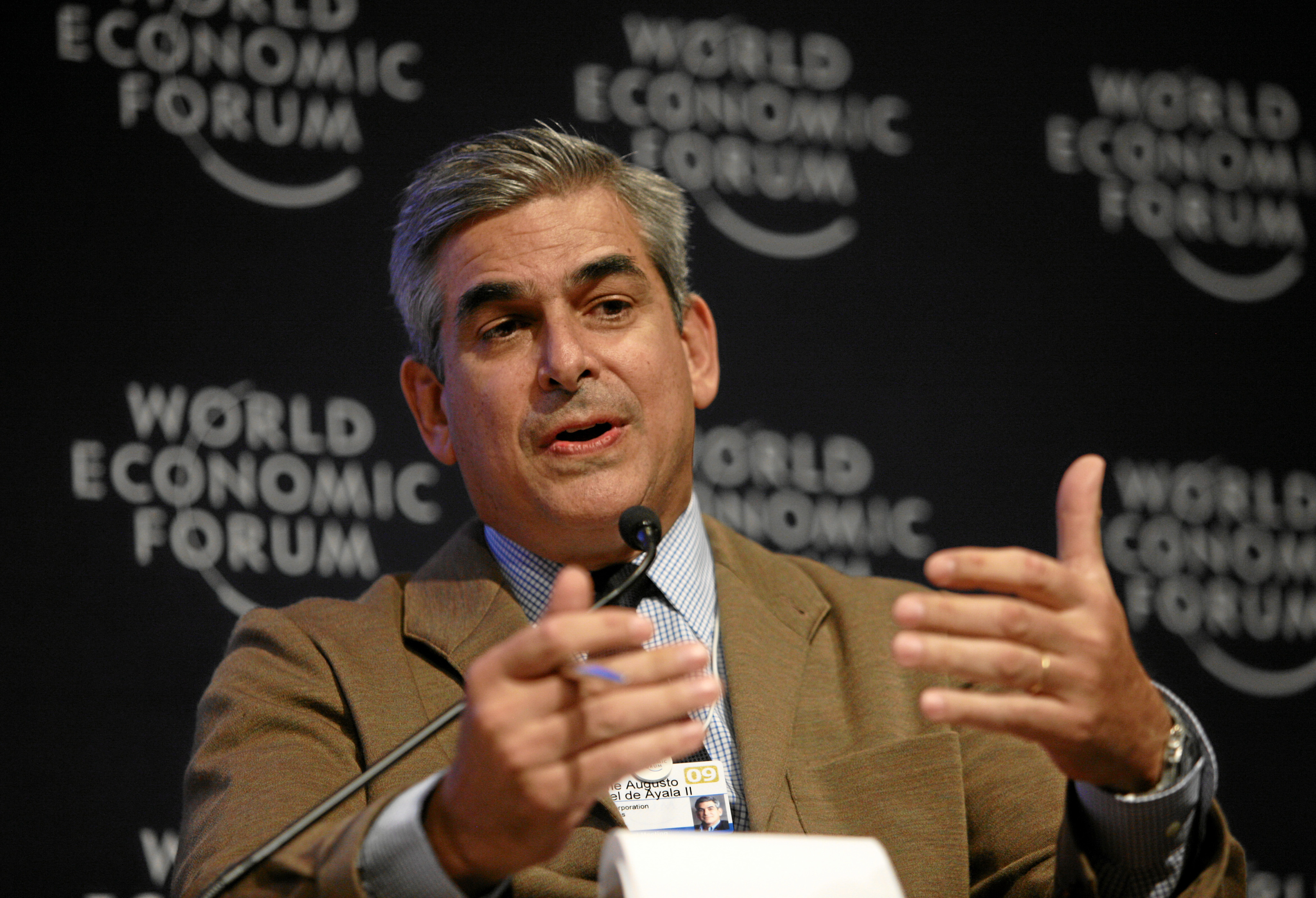
息子のハイメ・アウグスト・ソベル(1959-)

## 受賞・受章
- 1985年 デラサール大学（英語版）名誉博士号（経営学）
- 1991年 フィリピン大学名誉博士号（法学）
- 2009年 フィリピン陸軍名誉軍団勲章（英語版）[15]
- 2018年 旭日章（旭日重光章）[16]